# أقواس القدم
تتكون أقواس القدم بواسطة عظام الرصغ ومشط القدم، وتُقوى بواسطة الأربطة والأوتار، مما يسمحُ للقدم بدعم وتحمل وزن الجسم في وضعية الانتصاب بأقل وزن.
تُصنف أقواس القدم إلى أقواسٍ طولية وعرضية.

## الهيكل

### الأقواس الطولية
تُقسم الأقواس الطولية إلى أقواسٍ إنسية وأُخرى وحشية.

### الأقواس العرضية
تُظهر القدم أقواسًا عرضية.

## روابط خارجية
- Overview at gla.ac.uk
- The Arches of the Foot
- Arches of the foot